# Julianna Tunytska
Julianna Ihorivna Tunytska (ukrainska: Юліанна Ігорівна Туницька), född 7 augusti 2003 i Krementjuk, är en ukrainsk rodelåkare.

## Karriär
Tunytska tävlade för Ukraina vid olympiska vinterspelen 2022 i Peking, där hon slutade på 21:a plats i damernas singel. Tunytska var även en del av Ukrainas lag tillsammans med Anton Dukatj, Ihor Stachiv och Andrij Lysetskyj som slutade på 11:e plats i lagstafetten.